# ویکتوریا اوکامپو
رامونا ویکتوریا اپیفانیا روفینا اوکامپو (اسپانیایی: Ramona Victoria Epifanía Rufina Ocampo‎؛ ‏ ۷ آوریل ۱۸۹۰ – ۲۷ ژانویهٔ ۱۹۷۹) نویسنده و روشنفکر اهل آرژانتین بود. او که بیشتر به عنوان مدافع مردم و همچنین ناشر مجله ادبی سور شناخته می‌شود، بشخصه نویسنده، منتقد و یکی از برجسته‌ترین زنان آمریکای جنوبی در زمان خود بود. خواهر او سیلوینا اوکامپو نیز نویسنده بود. او در سال‌های ۱۹۷۰ و ۱۹۷۴ نامزد دریافت جایزه نوبل ادبیات شد.

## زندگی‌نامه

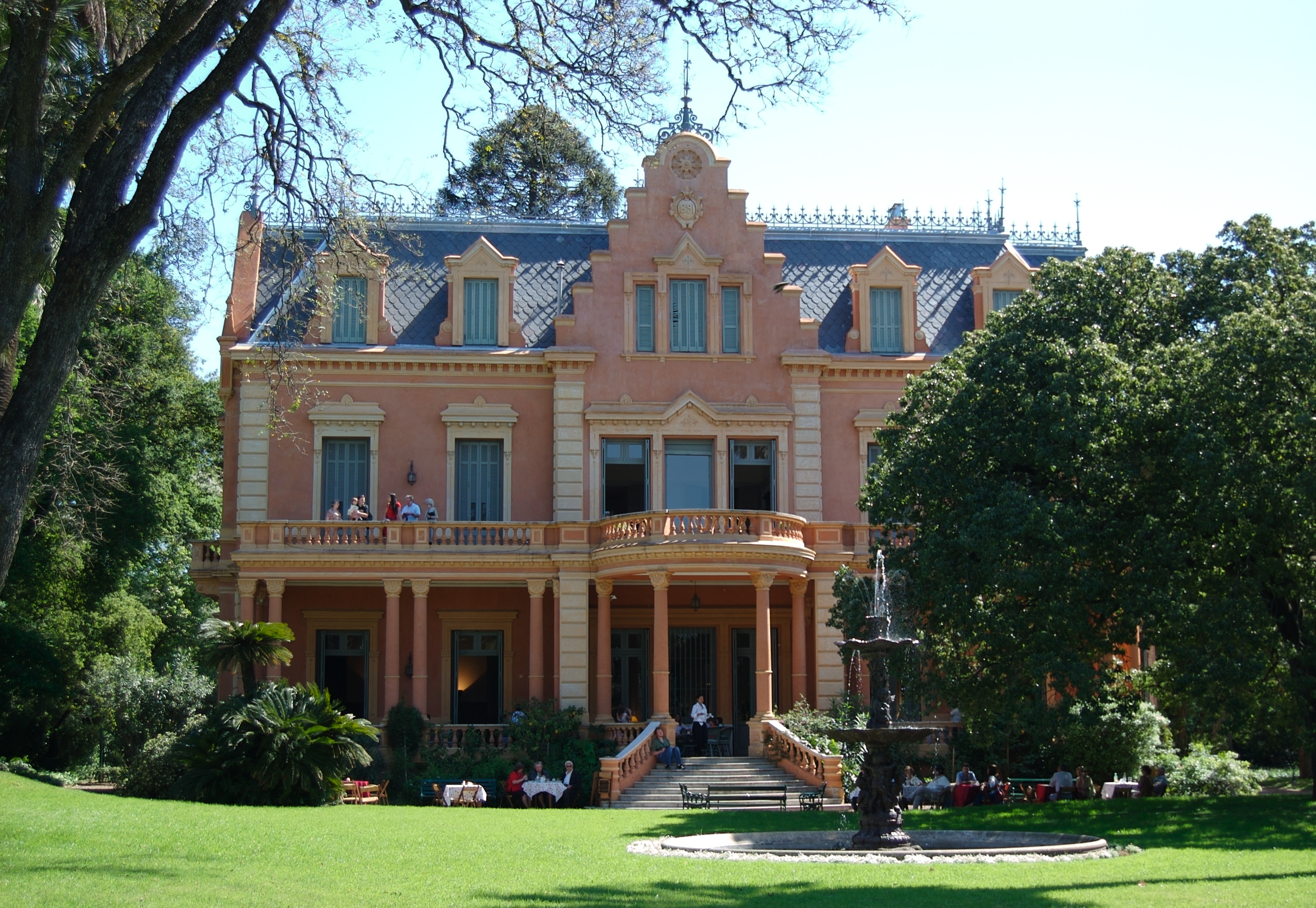
ویلا اوکامپو، منزل شخصی او در سان ایسیدرو که اینک یک مرکز فرهنگی متعلق به یونسکو است.

رامونا ویکتوریا اپیفانیا روفینا اوکامپو در بوئنوس آیرس در خانواده‌ای با سطح فرهنگی-اجتماعی بالا به دنیا آمد و در خانه زیر نظر یک معلم خصوصی تحصیل کرد. او بعداً نوشت: «کتاب الفبایی که با آن خواندن را آموختم فرانسوی بود، و همچنین آن دستی که به من یاد داد چگونه آن حروف را روی کاغذ بکشم.»
گاهی گفته می‌شود که او دانشجوی دانشگاه سوربن بود: دوریس مایر در صفحه ۳۹ کتاب زندگی‌نامه‌ای که درمورد اوکامپو نوشته، بیان می‌کند که در طول سفر خانواده در سال ۱۹۰۶–۱۹۰۷ به پاریس، همان سفری که در طی آن چهره‌اش توسط هنرمند فرانسوی پل سزار الو حکاکی شد، خانوادهٔ اوکامپو به ویکتوریای ۱۷ ساله، که «با چند ملازم همراهی می‌شد» اجازه شرکت در چند کلاس درس در کالج فرانسه و دانشگاه سوربن را دادند. او به‌خصوص به یاد می‌آورد که از کلاس درس آنری برگسون در کالج فرانسه لذت برد. او هرگز در هیچ‌یک از این دو مرکز آموزشی ثبت نام نکرده بود. خانواده قدیمی سنتی و ثروتمند او از تحصیل رسمی برای زنان رویگردان بودند، بنابراین او تحصیل رسمی اندکی در بیرون خانه داشت. در سال ۱۹۱۲، اوکامپو با «برناندو دِ استرادا» (همچنین با نام موناکو استرادا) ازدواج کرد. این ازدواج با خوشبختی همراه نبود و سرانجام خوبی نداشت. این زوج در سال ۱۹۲۰ از هم جدا شدند و اوکامپو رابطهٔ عشقی طولانی‌مدتی را با پسر عموی شوهرش «خولیان مارتینس» که یک دیپلمات بود آغاز کرد.
در بوئنوس آیرس، او رکن اساسی صحنه روشنفکری دهه‌های ۱۹۲۰ و ۱۹۳۰ بود. نخستین کتاب او که به زبان فرانسوی نوشته شد، از فرانچسکا تا بئاتریس (حوالی ۱۹۲۳) بود که شرحی بر کمدی الهی دانته آلیگیری بود. آثار دیگر عبارتند از یکشنبه‌ها در هاید پارک. هملت لارنس الیویه؛ امیلی برونته (سرزمین ناشناخته)؛ مجموعه ای ۱۰ جلدی به نام تصدیق نامه‌ها؛ ویرجینیا وولف، اورلاندو و شرکا؛ سن ایسیدرو؛ ت. الف. ۳۳۸۱۷۱ (لارنس عربستان) – زندگی‌نامهٔ توماس ادوارد لورنس – و خودزندگی‌نامه‌ای که پس از مرگش منتشر شده است. همچنین یک کتاب ویراستاری‌شده از گفتگوهای اوکامپو و خورخه لوئیس بورخس موجود است.
اوکامپو در طول دهه ۱۹۳۰ با ویرجینیا وولف مکاتبه داشت و این دو نویسنده چندین بار ملاقات یکدیگر را کردند، و دوستی آنها در ژوئن ۱۹۳۹ در لندن پایان یافت، زمانی که اوکامپو از دوست عکاسش، ژیزل فروینت دعوت کرد تا به منزلش آمده و از وولف عکاسی کند، نویسنده‌ای که مشهور بود از حضور در عکس‌ها متنفر بود.
آنچه بیشتر از آثار و نوشته‌های اوکامپو اهمیت دارد آن است که او پایه‌گذار (۱۹۳۱) و ناشر مجله سور، مهم‌ترین مجله ادبی زمان خود در آمریکای لاتین بود. خورخه لوئیس بورخس، ارنستو ساباتو، آدولفو بیوئی کاسارس، خولیو کورتاسار، خوزه ارتگا یی گاست، مانوئل پیرو، آلبر کامو، انریکه اندرسون ایمبرت، خوزه بیانکو، اسه‌کیل مارتینس استرادا، پیر دریو لا روشل، والدو فرانک، گابریلا میسترال، ادواردو مایئا و خواهر کوچکترش سیلوینا اوکامپو از جمله نویسندگانی بودند که آثارشان در این مجله چاپ شد.
در سال ۱۹۳۵، اوکامپو تا حدی عقاید بنیتو موسولینی را که در ماه مارس همان سال در رم مصاحبه‌ای با وی انجام داده بود، تأیید کرد و او را به عنوان یک «نابغه» و سزارِ دوباره متولدشده توصیف کرد. «من ایتالیا را در حال شکوفا شدن دیده‌ام که رویش را به سوی موسولینی چرخانده است.» با این حال، او هرگز یک طرفدار فاشیست باورمند و دوآتشه نشد و با دیدگاه‌های محافظه کارانه موسولینی در مورد نقش‌های جنسیتی و نظامی‌گری رو به رشدش مخالفت کرد. زمانی که مصاحبه او با موسولینی در اوت ۱۹۳۶ منتشر شد، ایتالیا به حبشه حمله کرده بود و اوکامپو یادداشتی را به آن ضمیمه کرد و اعلام کرد که هرگونه امیدی به بهبود رژیم فاشیستی از بین رفته است و از کسانی در آرژانتین که از جنگ طلبی ایتالیا حمایت می‌کردند انتقاد کرد.

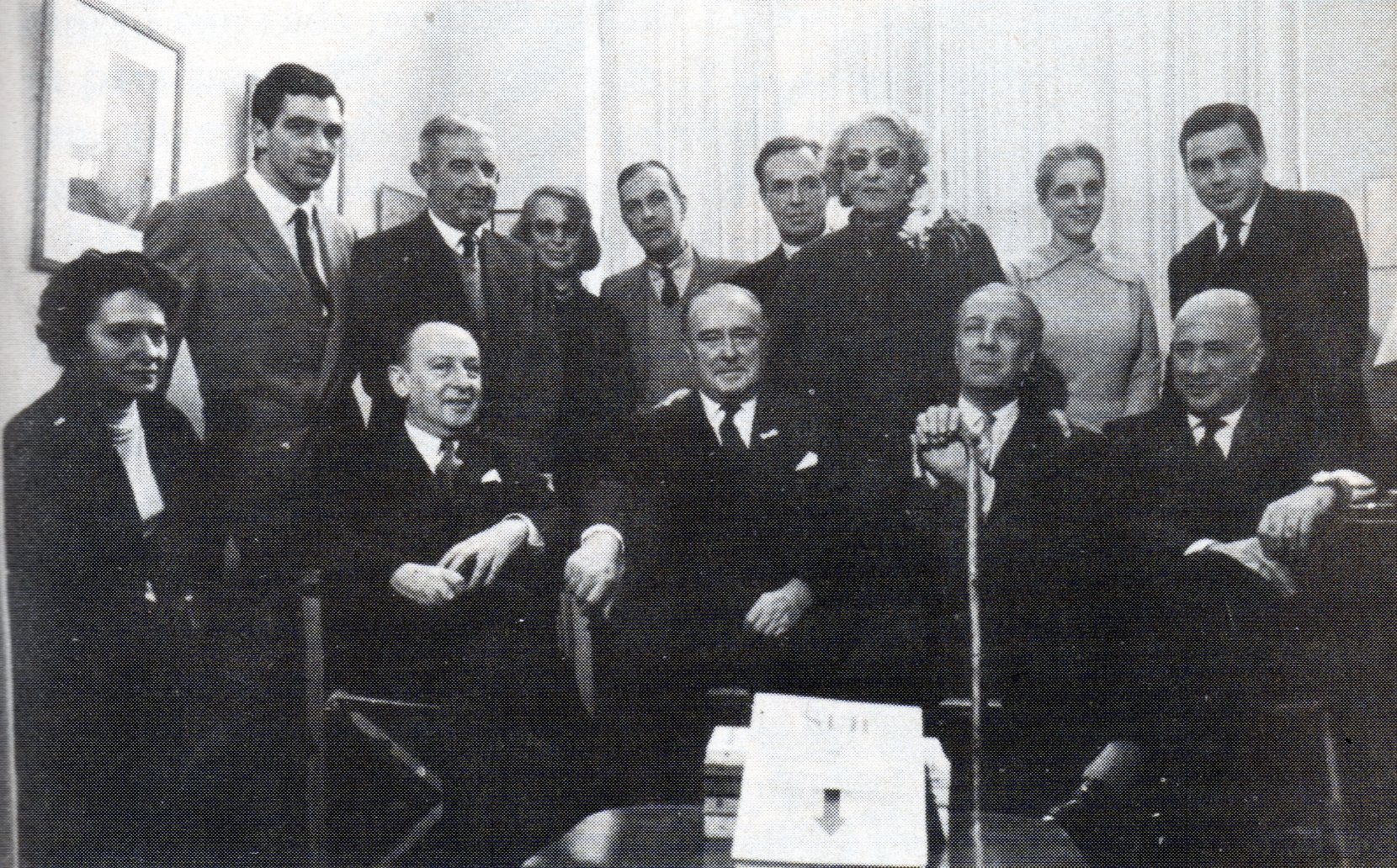
تیم تحریریهٔ مجلهٔ ادبی سور در سال ۱۹۶۱: اوکامپو استاده در وسط در میان آدولفو بیوئی کاسارس، آلیسیا خورادو و خورخه لوئیس بورخس.

در سال ۱۹۳۷، اوکامپو و سردبیران سور آشکارا علیه فاشیسم موضع گرفتند شدند و به‌طور قطع این مجله را با جریان لیبرالیسم پیوند زدند. در طول جنگ داخلی اسپانیا این مجله در کنار جناح جمهوری‌خواهان قرار گرفت. او با همکاری دوست و مترجمش پلگرینا پاستورینو از مجله ضد نازی نامه‌های فرانسوی به سرپرستی روژه کایوا حمایت کرد و از آرژانتین در ویراستاری آن مشارکت داشت و در سال ۱۹۴۶ او تنها آرژانتینی بود که در دادگاه نورنبرگ حضور یافت. چند ماه پیش از جنگ جهانی دوم در سال ۱۹۳۹، اوکامپو به کمیته بین‌المللی همکاری اندیشمندانه جامعه ملل پیوست، اما در کارهای آن دخالت نکرد. در سال ۱۹۵۳، او به دلیل مخالفت آشکارش با دولت خوان دومینگو پرون برای مدت کوتاهی به زندان افتاد.
اوکامپو در سال ۱۹۷۶ به عضویت آکادمی ادبیات آرژانتین درآمد. او نخستین زنی بود که تا به آن روز در آکادمی پذیرفته شد و در ۲۳ ژوئن ۱۹۷۷ رسماً در کرسی خود جای گرفت. «گفتگوی فرهنگی» که در سال ۱۹۷۷ توسط دولت موقت آغاز و توسط یونسکو سازماندهی می‌شد، در خانه او ویلا اوکامپو در سان ایسیدرو در استان بوئنوس آیرس برگزار شد. او سرانجام این خانه را در سال ۱۹۷۳ به یونسکو اهدا کرد.
در ویلا اوکامپو، مهمانان او شامل ایگور استراوینسکی، آندره مالرو و رابیندرانات تاگور، ایندیرا گاندی، خوزه ارتگا یی گاست، آنتوان دو سنت‌اگزوپری، سن-ژان پرس، ارنست آنسرمه و رافائل آلبرتی بودند. گراهام گرین رمان سال ۱۹۷۳ خود را تحت عنوان کنسول افتخاری به او تقدیم کرد، «با عشق و به یاد هفته‌های شادی که در سان ایسیدرو و مار دل پلاتا گذراندم.»
ویکتوریا اوکامپو در سال ۱۹۷۹ در بوئنوس آیرس درگذشت و در گورستان رکولتای همان شهر به خاک سپرده شد.

## جوایز
- جایزهٔ ماریا مورس کبت[۲۰]
- نشان فرمانده والامقام امپراتوری بریتانیا[۱]
- مدرک دکترای افتخاری دانشگاه هاروارد و دانشگاه ویسو بهاراتی[۱]
- جایزه افتخاری از سوی انجمن نویسندگان آرژانتین[۲۱]
- مدال زرین فرهنگستان فرانسه[۲۲]